# Zámecký vrch (České středohoří, 541 m)
Zámecký vrch v Českém středohoří u města Česká Kamenice v okrese Děčín v Ústeckém kraji je výrazný osamělý čedičový kopec v s nadmořskou výškou 541 metrů. Na vrcholu kopce se nacházejí pozůstatky Kamenického hradu a obnovená rozhledna. 

## Poloha

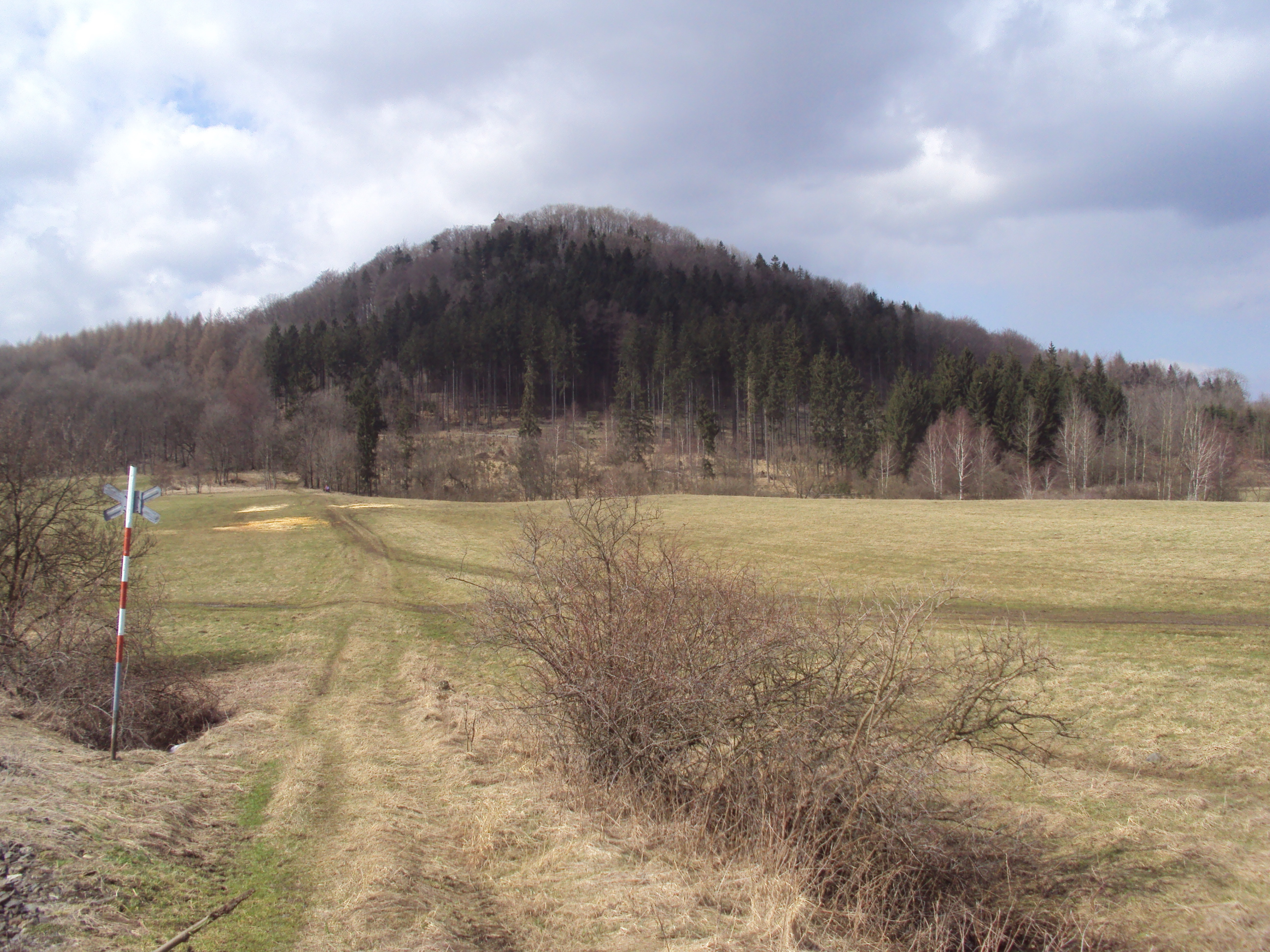
Kamenický hrad

Zámecký vrch se nachází v nejsevernějším výběžku Chráněné krajinné oblasti České středohoří, jen zhruba 500–700 metrů od její hranice s územím Chráněné krajinné oblasti Lužické hory.
Z geomorfologického hlediska Zámecký vrch náleží do severovýchodní části Českého středohoří, podcelku Verneřické středohoří a okrsku Benešovské středohoří. Je nejvyšším vrcholem geomorfologického podokrsku Českokamenická vrchovina. Od České Kamenice je asi 1500 metrů daleko směrem na Kamenický Šenov v sousedním okrese Česká Lípa (Liberecký kraj). Vrchol kopce převyšuje Českou Kamenici o 200 metrů.

## Geologie

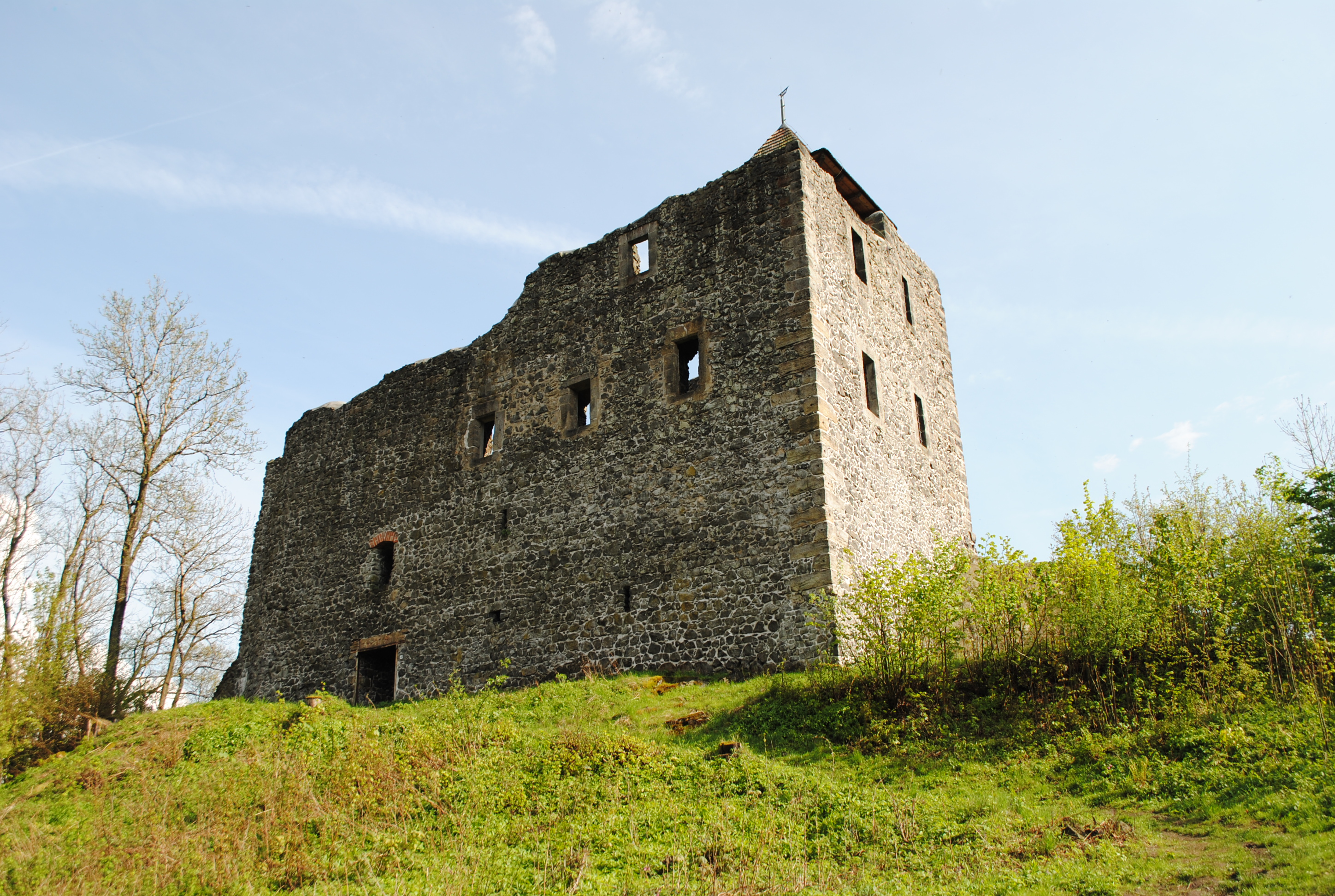
Zbytky českokamenického hradu

Neovulkanický vrch z olivinického bazanitu a brekcie je vypreparovaný sopouch, který při svém vzniku prorazil okolní coniacké slínovce, jílovce a křemenné pískovce. Vrchol má podobu úzkého hřbetu. Na svazích se vyskytují mrazové sruby, skály se sloupcovou odlučností horniny, balvanové haldy a proudy. Úpatí je tvořené soliflukčními usazeninami.

## Hrad a rozhledna
Na vrcholu zalesněného kopce jsou ruiny Kamenického hradu z 15. století a byla zde roku 1998 obnovena rozhledna. Rozhledna a její okolí umožňují výhledy na okolní kopce, blízká města a vesnice.

## Přístup

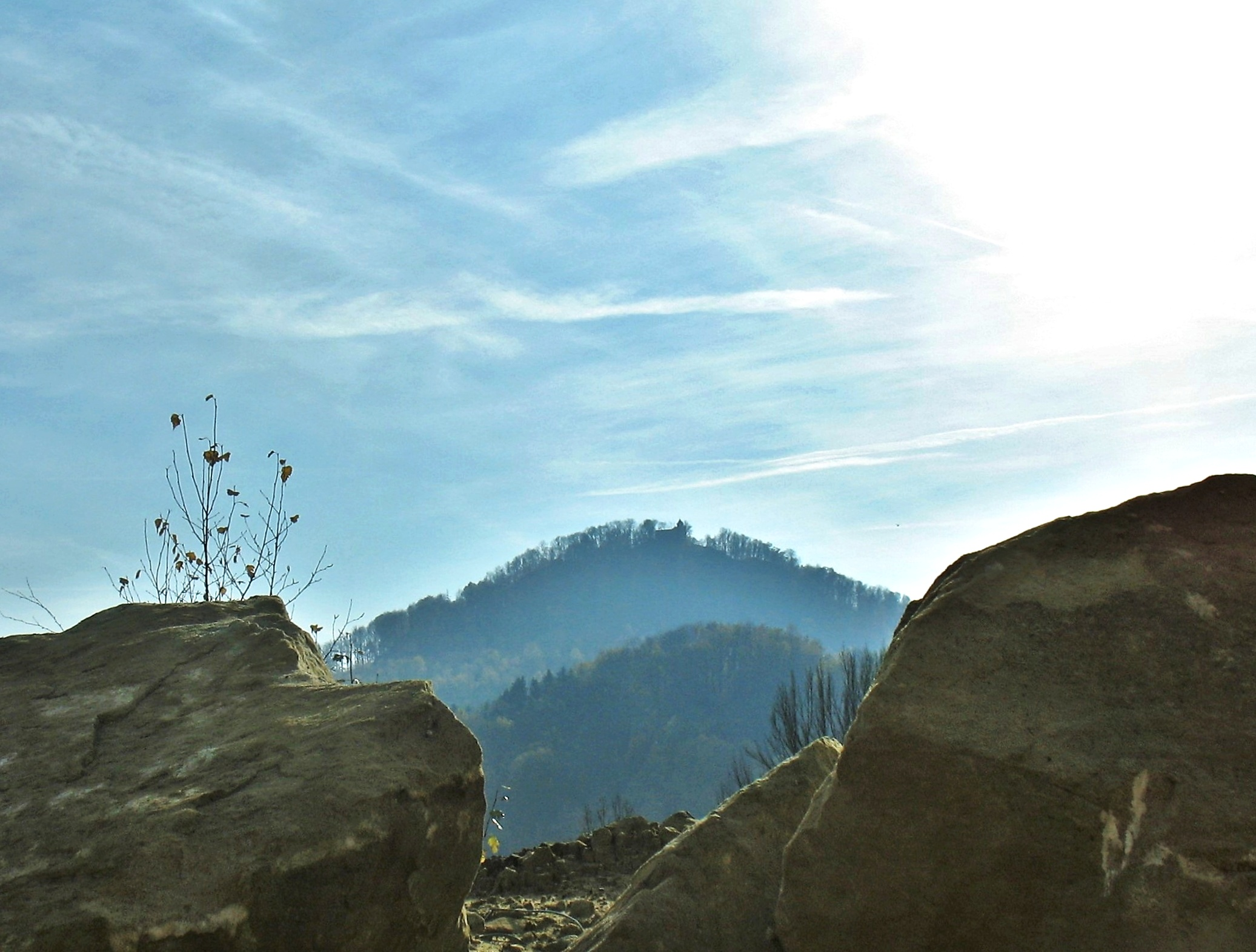
Pohled na Zámecký vrch od severu z pískovcového lomu v Horní Kamenici

Mezi Českou Kamenicí a Kamenickým Šenovem je vytyčena zeleně značená cesta KČT pro pěší turisty, z níž je vytvořena odbočka na vrchol. Nejbližší spojení vlakem i autobusem je z České Kamenice.